# Retratos (serie de televisión)
Retratos es una serie de televisión documental producida por Charanga Films para Canal Once bajo la producción ejecutiva de Manolo Caramés y Gaby Arroyo y la producción de María de Jesús García y dirigida por Jorge A. Estrada, Luis B. Carranco, Manolo Caramés y Ángel Estrada, la fotografía de Alfonso Mendoza y la música de Jorge Calleja.

## Historia
La primera temporada de Retratos salió al aire del martes 24 de septiembre de 2013 al 1 de abril de 2014 por Canal Once. En ella se entrevistó gente de los estados de Jalisco, Chihuahua, Hidalgo, Chiapas, Yucatán y Veracruz. Oficios y profesiones tan diversas como sastres, bordadoras, choferes, alfareros, jimadores, pescadoras, decimeros, y artesanos que relatan su día a día de manera informal y cotidiana mientras retratan la realidad actual de un México que a veces no se voltea a ver.

## Episodios
- Programa 26:

Herminia Chávez, pescadora, Alvarado, Veracruz 
José Gómez, Balankanché, Mérida, Yucatán
Herminia Chávez Mora, de Alvarado Veracruz, se dedica a la pesca. Ella nos relata cómo mantiene económicamente a su familia gracias a esta rigurosa labor, y además nos platica acerca de las dificultades que ella y sus compañeras han tenido que enfrentar en un ámbito dominado por los varones.
José Humberto Gómez Rodríguez, de Mérida, Yucatán, se dedica a ser guía de turistas, pues es especialista en la cultura maya. En este episodio, Don José compartirá con nosotros parte de sus experiencias y su conocimiento, además de relatarnos cómo descubrió un cuarto oculto en las grutas de Balankanché.
- Programa 25:

Diego de Jesús Cruz, decimero, Tlacotalpan, Veracruz
Aureliano Pool, artesano, Izamal, Yucatán
Diego de Jesús Cruz Lara es Decimero en Tlacotalpan, Veracruz. Don Diego y su esposa se fijaron el objetivo de que a los 60 años se pensionarían y regresarían a Tlacotalpan, su tierra natal. Y lo lograron. Una vez de vuelta, utilizaron su casa para dar clases de la Décima Espinela: 'décima' es una estrofa de 10 versos. Y así es como durante los últimos años Don Diego se ha dedicado a difundir este tipo de creación literaria. En este programa nos guiará por su amada ciudad, mientras nos deleita con algunos de sus versos.
Aureliano Pool Canché es artesano en Izamal, Yucatán. Don Aureliano, después de ser sastre por cuarenta años, decidió dedicarse a la artesanía. Actualmente, además de construir casitas mayas y ranas de tela, acondicionó su casa para crear un patio maya con el objetivo de atraer al turismo. Don Aureliano se siente muy orgulloso de ser maya y de continuar con su lengua y tradiciones, las cuales le han brindado maravillosas oportunidades, como ser protagonista de una serie de televisión y dar asesorías sobre la lengua maya.
- Programa 24:

José Chato Gómez, entrenador de boxeo y actor, Ciudad Juárez, Chihuahua
Mateo Mendoza, amaranto, Tulyehualco, D.F.
José Chato Gómez es entrenador de boxeo femenil y actor, y vive en Ciudad Juárez, Chihuahua. Chato entrenó, en su momento, a los mejores boxeadores de su ciudad, pero un día la vida lo involucró en el teatro y desde entonces se ha desarrollado como actor en obras y películas. Sin embargo, al notar la situación de maltrato a la mujer, el Chato decidió retomar su empleo como entrenador de boxeo, pero ahora trabaja con mujeres.
Mateo Mendoza, de Tulyehualco, Distrito Federal, es dueño de una fábrica de amaranto. Él nos muestra el proceso para elaborar los diferentes productos de este súper alimento, que él mismo distribuye, nos presenta a su familia y comparte con nosotros las diversas actividades que realiza en su comunidad.
- Programa 23:

Ismael Gama, Tequila, Jalisco, jimador
Luis Lozano, Basaseachi, Chihuahua, carretero
Ismael Gama, de Tequila, Jalisco, es un jimador, y él nos platica sobre la cosecha del agave, a la cual se le nombra "jima". Desde pequeño se ha dedicado a este oficio, pues es la base económica de muchas familias de su municipio. Ismael también nos habla del origen de la palabra "Tequila".
Luis Alonso Lozano Paredes, de Basaseachi, Chihuahua, se dedica al mantenimiento y la reparación de la carretera que corre de Chihuahua a Hermosillo. Él nos muestra cómo es un día en su trabajo, nos lleva con sus compañeros, nos presenta a su familia y comparte con nosotros las esperanzas que tiene para su futuro.
- Programa 22:

Don Miguel Tun, preservador de la cultura maya, Yucatán
Rolando López, guardabosques, Cofre de Perote, Veracruz
Don Miguel Tun Osorio, de Valladolid, Yucatán, ha dedicado su vida a escribir y recopilar historias que mantienen viva la cultura Maya. A su lado conoceremos un poco del pueblo de Valladolid y del trabajo que Don Miguel ha realizado para preservar su cultura.
Rolando López Pérez es el guardabosque del parque nacional Cofre de Perote, en Veracruz. Él cuida el parque, al cual describe como un gran pulmón para el país. Todos los días hace recorridos de inspección solo o con sus compañeros, para prevenir incendios y cuidar que los árboles no estén enfermos. Mientras lo vemos realizar su labor, nos cuenta cómo es la vida en las comunidades cercanas al bosque y su tradición de conservación ambiental.
- Programa 21:

Alberto Vargas, cantador, Yepachi-Los Hornitos, Chihuahua
Vanessa Salas, artesana de muñecas, Guanajuato, Guanajuato
Alberto Vargas Castellanos es cantador de Yepachi-Los Hornitos, Chihuahua, y pertenece al pueblo Pima, una comunidad que realiza una fiesta llamada Yúmare en la que piden que llueva y que ésta traiga buenas cosechas; para ello, Alberto le canta al maíz. Él tiene 78 años y cada vez menos fuerzas; teme que cuando se vaya, su lengua y tradición desaparezcan, por lo que se ha dado a la tarea de transmitir su legado a las nuevas generaciones.
Vanessa Salas nació en Sinaloa pero vive en Guanajuato, Guanajuato, donde es una reconocida artista plástica especializada en la elaboración de muñecas. Ella nos platica acerca de sus primeros años con su familia en Los Mochis, las causas que la llevaron a crear muñecas, y los motivos por los que decidió quedarse en Guanajuato.
- Programa 20:

Lorenia Vega, minera, Pinos Altos, Chihuahua
Antonio Rodríguez, artesano de crin de caballo, Cajititlán, Jalisco
Lorenia Vega Coronado es minera y vive en Pinos Altos, Chihuahua. Ella nos habla de su familia y de sus inicios en la minería, así como del campamento en el que ella y sus compañeros viven los días de trabajo, y de lo difícil que es trabajar con tantos varones, situación que, al mismo tiempo, hace que se sienta contenta porque está abriendo camino para otras mujeres.
Antonio Rodríguez Ramos es artesano de crin de caballo en Cajititlán, Jalisco. Don Toño nos lleva por un recorrido turístico en su pueblo y nos platica que su familia se dedica a la creación de artesanías a partir de la crin de caballo, las cuales venden durante los fines de semana. Para relajarse después de un día de trabajo, Antonio nos lleva al campo, su lugar preferido.
- Programa 19:

Ignacio García, molcajetero, San Lucas Evangelista, Jalisco
Miguel Ángel Arriola, sastre, Satélite, Estado de México
Ignacio García Rosales, de San Lucas Evangelista, Jalisco, se dedica a hacer molcajetes. Su labor comienza cuando consigue la piedra necesaria para su elaboración, hasta el acabado final. Sus diferentes diseños de molcajetes le han brindado a Ignacio diversos reconocimientos internacionales y una clientela estable.
Miguel Ángel Arriola, de Satélite, Estado de México, se dedica a hacer trajes de charro, los cuales vende en su tienda del Centro Histórico de la Ciudad de México. Él nos cuenta que se dedicó a este oficio por herencia de su padre, pero fue tanta su pasión que en la actualidad exporta trajes de charro a todo el mundo. Además, nos comenta que, para él, vestir uno de estos trajes es vestirse de México.
- Programa 18:

Rafael Domínguez, arpista, Xalapa, Veracruz
Ana Hernández, médico, Ciudad Madera, Chihuahua
Rafael Domínguez nació en Xalapa, Veracruz, y es un músico multifacético que ha viajado por el mundo entero tocando el arpa. Rafael nos presenta a sus compañeros músicos y a sus alumnos, además de compartirnos algunas de sus experiencias en el ámbito musical.
En Ciudad Madera, Chihuahua, Ana Hernández Gallegos se encuentra haciendo su servicio social como médico cirujano. Ella nos platica cómo ha vivido el proceso para convertirse en médico, así como los sentimientos que le provocó haber dejado a su familia en Ciudad Juárez para poder continuar con su carrera.
- Programa 17:

Arnulfo Salas, herrero, Hidalgo
Leticia López, conductora de transporte público, Chihuahua
Arnulfo Salas es un herrero de Santuario, Hidalgo. En este programa nos muestra su taller, en el que trabaja con su papá, donde juntos elaboran herramientas para el campo, como machetes. Arnulfo nos platica que desde pequeño, antes de irse a la escuela primaria, trabajaba con su papá. De igual manera, nos comparte sus actividades en el comité de la escuela de la comunidad, del que forma parte.
Leticia López Cervantes es conductora de transporte público en Ciudad Juárez, Chihuahua. Hace tiempo ella tuvo que dejar de trabajar para cuidar a su hija recién nacida, y después sólo pudo conseguir trabajo de chofer de un camión público. Ahora, seis años más tarde, recuerda todas las dificultades que enfrentó, para demostrarnos que todo se puede lograr, y que sólo hace falta determinación para conseguirlo.
- Programa 16:

Adalberto Silva, huarachero, Yucatán
Fernando Cervantes, cafetalero, Veracruz
Adalberto Silva Bojórquez es habitante de Valladolid, en el estado de Yucatán, y es huarachero. Él nos platica sobre el proceso para armar un huarache, cuya materia prima, la piel, debe llevar un tratamiento especial llamado curtiduría; también veremos el corte y el armado de una sandalia.
Fernando Cervantes Sánchez es un cafetalero de Coatepec, Veracruz. Él nos muestra el proceso para producir café, desde la siembra hasta su consumo, mientras conocemos las diferentes tareas que se deben realizar para su producción, así como los diferentes tipos de café que existen. Fernando nos habla acerca de los problemas en la actualidad para vender sus productos, y cómo cree que será la industria cafetalera en el futuro.
- Programa 15:

Carlos Cruz, camaronero, Veracruz
Rosalinda Guadalajara, gobernadora rarámuri, Chihuahua
Carlos Roberto Cruz Hermida vive en Alvarado, Veracruz, y es capitán de un barco camaronero. Él nos relatará cómo inició en ese trabajo, las dificultades que van relacionadas con su labor, y lo que desea en el futuro para él y para su familia.
Rosalinda Guadalajara es gobernadora de la colonia rarámuri en Ciudad Juárez, Chihuahua. Su comunidad se localiza en las afueras de Ciudad Juárez, donde los rarámuri luchan por adaptarse a la vida de la ciudad, al tiempo que intentan mantener vivas sus costumbres. Rosalinda es la voz de todos los que viven ahí, y se encarga de apoyar a quienes no hablan español y de gestionar las arduas tareas que se deben llevar a cabo para continuar existiendo en esta comunidad.
- Programa 14:

Alberto Vargas, cantador, Chihuahua
Roberto Robles, hornero, Jalisco
lberto Vargas Castellanos es de Yepachi-Los Hornitos, Chihuahua, y pertenece al pueblo Pima. Es cantador de una comunidad que realiza una fiesta llamada Yúmare, en la que piden que llueva y que ésta traiga buenas cosechas, para lo cual Alberto le canta al maíz. Él tiene 78 años y cada vez menos fuerzas, y teme que cuando se vaya, su lengua y tradición desaparezcan, por lo que se ha dado a la tarea de transmitir su legado a las nuevas generaciones.
Roberto Robles Nuñez es hornero de Tequila, Jalisco. Al acompañarlo durante su jornada somos testigos de los procesos de la destilación del tequila, al tiempo que nos hablará de su familia, de su gusto por la charrería y de sus inicios en la industria. Además lo veremos a él y a su hija montando su hermoso y querido caballo.
- Programa 13:

Constantino Urzaiz, hamacas, Yucatán
Dr. Isaías Contreras, orquídeas, Veracruz
Constantino Urzaiz es de Chumayel, Yucatán, y desde hace diez años se dedica a la fabricación y comercialización de hamacas. Él nos relata cómo es un negocio que prospera por la capacidad de exportar sus productos. Nos muestra cómo funciona la fábrica, en la cual labora gente originaria del municipio, y los distintos modelos de hamacas que producen.
El doctor Isaías Contreras Juárez es de Coatepec, Veracruz. En un tono entrañable, nos cuenta que estudió medicina ya grande, y nos explica cómo, en el patio de su casa, instaló un museo de orquídeas que ha tenido mucho éxito, con el que busca fomentar su conservación. También nos platica acerca de su familia y de sus trabajadores.
- Programa 12:

Francisca Decena, dulcera, Tlacotalpan, Veracruz
Martín Villa, cantero, Chihuahua
Francisca Decena Andrade es dulcera, y vive en Tlacotalpan, Veracruz. En el programa de hoy acompañamos a Francisca a la fiesta de su nieto, donde nos contó de su familia, de sus comienzos en la fabricación de dulces, y de la manera en que hoy en día ella, sus hijas y nietas se dividen la producción. Además, compartió con nosotros la elaboración del delicioso dulce de almendra.
Martín Guadalupe Villa Guevara es cantero y vive en Ojinaga, Chihuahua. Él nos platica cómo empezó en su oficio, y lo importante que es su familia para él. También nos muestra cómo trabajan la cantera y la forma en que ellos hacen sus propias herramientas, al tiempo que nos habla de su éxito en Estados Unidos, donde vende las piezas que realiza, y de quiénes son sus principales compradores.
- Programa 11:

Felipe Vera, tlachiquero, Hidalgo
Jacqueline Jiménez, bombera, Chihuahua
Felipe Vera vive en Santo Tomás, en el estado de Hidalgo. Él nos cuenta cómo extrae el aguamiel del maguey, la cual es una parte del proceso para realizar pulque. También nos platica de su familia, y de cómo la tradición de su oficio proviene desde su abuelo y su padre lo heredó. Por último, nos habla acerca de su boda y por qué ha sido tan especial.
Jacqueline Jiménez vive en Ciudad Juárez, Chihuahua, y es bombera. Ella nos platica sobre lo complejo y difícil de su profesión, pero también de las cosas positivas en sus jornadas diarias, como el apoyo incondicional de sus compañeros. Y esto lo observamos en un pequeño simulacro del que somos testigos. Después, Jacqueline nos cuenta de su familia y de lo que significa para ella.
- Programa 10:

Alejandro Montes, grabador y diseñador gráfico, Guanajuato
Darinel Del Carmen Domínguez, tallerista y promotor cultural, Chiapas
Alejandro Montes Santamaría vive en Guanajuato, Guanajuato, y es un artista visual cuya temática se centra en las imágenes macabras, pues desde niño se sintió atraído por monstruos y fantasmas. Su pasión por el arte obscuro lo ha llevado a crear una galería y a organizar un festival de cine de horror, allá en Guanajuato, lugar donde Alejandro encontró una gran fuente de inspiración para desarrollar su obra artística. 
Darinel Del Carmen Domínguez Culebro, vive en Tuxtla Gutiérrez, Chiapas, y estudió arquitectura, sin embargo, al terminar su carrera descubrió su verdadera pasión: la pintura, por lo que cambió de rumbo y se ha dedicado a la promoción artística y cultural. Ahora realiza talleres artísticos y recreativos para niños de escasos recursos, y con el apoyo de voluntarios y de su familia ha logrado sostener su proyecto llamado "Vientos culturales".
- Programa 9:

Carlo Mireles, baterista, Chihuahua
Roberto Morgado, tejedor, Hidalgo
Carlo Mireles es de Ciudad Juárez, Chihuahua, es baterista y trabaja en la Universidad Autónoma de Ciudad Juárez. A pesar de que Carlo es ciego, nada lo detiene, y con sus actos nos deja claro que tiene muchas ganas de seguir aprendiendo de su instrumento a nivel internacional, mientras fomenta el gusto por el jazz en Ciudad Juárez, a través de sus proyectos como músico.
Roberto Morgado vive en Santuario Tepethé, Hidalgo, y es tejedor de lana desde hace ya setenta años. En este episodio, nos muestra cómo él mismo produce el hilo de lana, así como el proceso completo. Su esposa e hija también se dedican a tejer lana y a crear diferentes prendas, desde suéteres hasta cobijas, y todo lo venden. Hoy, no sólo conoceremos su profesión, también su casa y su historia familiar.
- Programa 8:

Carlos Nandayapa, fabricante de marimbas
Celso Jaquez, sotolero
Carlos Nandayapa es de Chiapa de Corso, Chiapas. En este programa veremos su trabajo en el taller donde fabrican las marimbas, mientras nos cuenta acerca de cómo su construcción se ha transmitido durante generaciones, por lo que se ha convertido en una profunda tradición familiar. Y al final conoceremos la estatua de Neferino Nandayapa, y el tipo de madera que se usa para la fabricación de estos instrumentos, además de deleitarnos con la música que ellos tocan.

Celso Jaquez es de Janos, Chihuahua. Él y su familia se dedican a la elaboración de sotol, bebida típica del desierto chihuahuense. Celso nos habla del arduo trabajo que debe realizarse para buscar y extraer sotol, y además comparte sus experiencias de vida en su pequeño pueblo, así como lo que busca para su negocio familiar en el futuro.
- Programa 7:

Fausto Cortés Rivera, alfarero
Jorge Calleja, compositor
Fausto Cortés Rivera es un alfarero que vive en Huasca de Ocampo, Hidalgo. Él nos muestra el proceso para trabajar el barro, material con el que hace vajillas de hasta más de cien piezas. También nos presenta a su familia, y nos platica un poco de su vida y de la larga tradición de alfarería que ellos han conservado.

Jorge Calleja es compositor y vive en el Distrito Federal. Él nos habla de sus inicios en la música, de sus estudios y sus proyectos personales. Nos cuenta cómo inició en la composición, la cual lo ha llevado a realizar todo tipo de música: para concierto, experimental, son jarocho, para películas y demás...
- Programa 6:

Karen Higuera, reparadora de muñecas
Antonio de la Torre, locutor
Antonio Alejandro de la Torre López es de Zinacantán, Chiapas. Él tiene un programa de radio semanal en lengua tzotzil, en el cual analiza y promueve los temas de interés para las razas indígenas de su región. En este episodio, Antonio también nos presenta a su familia y nos comparte su proyecto a futuro, para promover la identidad local.
Karen Higuera es reparadora de muñecas, y vive en el Distrito Federal. Ella nos platica cómo, contrario a lo que se pensaría, jamás tuvo muñecas de niña. Sin embargo, sus estudios como reparadora de arte la llevaron a reparar muñecas antiguas que son verdaderos tesoros para sus dueños. Con ella conoceremos su estudio y algunas historias entrañables acerca de estos objetos, que son mucho más que simples juguetes.
- Programa 5:

Raúl Castro Aguirre, flores del desierto, Chihuahua
Carolina Lukac, huertos urbanos, D.F.
Raúl Castro Aguirre es de Samalayuca, Chihuahua, y trabaja desde muy pequeño con las llamadas "piedras de arena", o "rosas del desierto". El nos enseñará el exhaustivo proceso detrás de la extracción, el diseño y la venta de éstas, y también nos compartirá su experiencia de vivir en medio del desierto.
Carolina Lukac es de México, Distrito Federal. Ella es educadora y trabaja promoviendo los huertos urbanos, que son espacios planeados para sembrar alimentos en lugares reducidos. Carolina nos mostrará los beneficios de sembrar tu propia comida, además de enseñarnos la importancia de inculcar este hábito desde la infancia.
- Programa 4:

Cecilia Galicia, zapatera, D.F.
Gerardo de Jesús Cartas, biólogo curador, Chiapas
Cristina Cecilia Galicia Moreno, del Distrito Federal, fabrica zapatos de baile y los vende en los lugares que frecuentan los amantes del danzón, como la Ciudadela y algunos salones de baile. A ella le gusta hacer realidad las fantasías de sus clientes, quienes son predominantemente señores de la tercera edad: al verlos bailar felices en la pista con sus coloridos zapatos "que bailan solos" ella siente una gran satisfacción.
Gerardo de Jesús Cartas vive en Tuxtla Gutiérrez, Chiapas. Él nos lleva de paseo al Zoomat, el zoológico en el que trabaja. Y mientras nos muestra la gran diversidad de fauna silvestre, conoceremos la vida de este amante de los animales: desde la decisión que lo llevó a ser biólogo, hasta su labor para proteger a los quetzales en peligro de extinción.
- Programa 3:

Juana Pérez bordadora y Elvira Serón, florista
Juana Pérez es tejedora en Zinacantán, Chiapas. Ella nos habla orgullosa de su origen y nos muestra su vida diaria: junto a sus hermanas recibe a turistas, a quienes preparan comida y muestran sus costumbres y su tradicional forma de bordar. En este episodio conoceremos también su hermoso taller, en el que nos cuenta cómo de niña tuvo que aprender a preparar tortillas y a tejer… al mismo tiempo.
Elvira Serón vive en el D.F., es una florista y decoradora: diseña y elabora arreglos florales para diversos eventos, como XV años, bodas, e incluso funerales. Ella nos muestra su vida laboral y nos comparte sus sueños, y para ello la seguiremos en una jornada normal, desde que se despierta y traslada a su tienda, hasta su regreso a casa, ya entrada la noche.
- Programa 2:

Víctor Henz Frizen productor de maíz
Natividad Beatriz Réquena diseñadora de vestidos
Víctor Henz Frizen es productor de maíz, algodón y trigo en Buenaventura, Chihuahua, y con mucho esfuerzo ha logrado hacer florecer al desierto. Víctor es parte de una pequeña comunidad menonita del norte del país, y aunque tiene ascendencia rusa y alemana, es mexicano por nacimiento. Toda su energía está centrada en establecerse en México y ofrecerle a su familia un futuro prometedor.
Natividad Beatriz Réquena diseña vestidos para quinceañeras en el Distrito Federal. Es una mujer sensible a quien desde niña le interesaban este tipo de vestidos, sin embargo nunca pudo cumplir su sueño de usarlo en sus quince años. Ahora es una persona fuerte, pues sin importar los obstáculos que la vida le presenta está dispuesta a salir adelante y a cumplir su anhelo de tener su propia empresa de vestidos.
- Programa 1:

Delia Ramírez, Maestra rural, Morelos
Leopoldo Payan, Vaquero de Chihuahua
Delia Ramírez Castellanos estudia para ser maestra en Cuernavaca Morelos. Ella vive a las orillas del volcán Popocatépetl en Hueyapan, un pueblo pequeño pero muy hermoso. Delia apoya en una escuela primaria bilingüe, donde además de impartir las materias obligatorias, enseña náhuatl.
Leopoldo Payán es de Casas Grandes, Chihuahua. Él se dedica a la ganadería, y nos habla de su amor por este oficio, pero también de lo complicado que resulta esta actividad en un rancho en medio del desierto, en especial por lo difícil que es conseguir agua. También nos platica de su gusto por los caballos, lo que lo convierte en un auténtico vaquero.